# Улька (притока Лаби)
Улька (Уль, рос. Улька) — річка в Російській Федерації, що протікає в Адигеї. Ліва притока Лаба (басейн Кубані). Довжина — 100 км.